# Coupe UEFA 1993-1994
Navigation
Édition précédente Édition suivante
La Coupe UEFA 1993-1994 est la vingt-troisième édition de la Coupe de l'UEFA, qui oppose les meilleurs clubs européens qualifiés grâce aux résultats de leur championnat national. Cette édition voit les Italiens de l'Inter Milan s'imposer en finale contre une formation autrichienne, le Casino Salzbourg. C'est la toute première finale européenne pour Salzbourg (et même la première finale de Coupe UEFA pour une formation autrichienne) alors qu'il s'agit en revanche de la sixième finale disputée par les Intéristes, qui remportent leur seconde Coupe UEFA (après son succès en 1991), le quatrième trophée européen de leur histoire.
Dennis Bergkamp, le Néerlandais vainqueur du trophée avec l'Inter remporte le titre honorifique de meilleur buteur de la compétition avec un total de huit buts.
La révolution de Velours en Tchécoslovaquie, qui conduit à la partition du pays le 1er janvier 1993 entraîne la participation de deux clubs tchèques et d'un club slovaque en Coupe de l'UEFA cette année, bien qu'ils aient obtenu leur billet par le biais de leur classement lors du tout dernier championnat de Tchécoslovaquie de football. Les représentants d'Albanie et de Yougoslavie ne peuvent s'aligner en raison du conflit dans les Balkans tout comme les deux clubs polonais qualifiés, reconnus coupables d'avoir truqué une rencontre décisive de leur championnat national et interdites de compétitions par l'UEFA. Pour compenser ces places vacantes, l'UEFA alloue à la Hongrie et à la Russie une place supplémentaire tandis que l'Autriche perd un représentant par le jeu des modifications du coefficient UEFA.
La Juventus Turin, tenante du titre, est éliminé en quarts de finale par un autre club italien, Cagliari Calcio.

## Trente-deuxièmes de finale
| Équipe 1                 | Résultat | Équipe 2                | Aller | Retour   |
| ------------------------ | -------- | ----------------------- | ----- | -------- |
| Aalborg BK               | 1 - 5    | Deportivo La Corogne    | 1 - 0 | 0 - 5    |
| Bohemian FC              | 0 - 6    | Girondins de Bordeaux   | 0 - 1 | 0 - 5    |
| Borussia Dortmund        | 1 - 0    | FK Alania Vladikavkaz   | 0 - 0 | 1 - 0    |
| Brøndby IF               | 3e - 3   | Dundee United           | 2 - 0 | 1 - 3 ap |
| BSC Young Boys           | 0 - 1    | Celtic FC               | 0 - 0 | 0 - 1 ap |
| CD Tenerife              | 3 - 2    | AJ Auxerre              | 2 - 2 | 1 - 0    |
| Crusaders FC             | 0 - 4    | Servette FC             | 0 - 0 | 0 - 4    |
| Dinamo Bucarest          | 3 - 4    | Cagliari Calcio         | 3 - 2 | 0 - 2    |
| FK Dynamo Moscou         | 2 - 7    | Eintracht Francfort     | 0 - 6 | 2 - 1    |
| FC Dnipro Dnipropetrovsk | 4 - 2    | Admira Wacker Mödling   | 1 - 0 | 3 - 2    |
| FC Lahti                 | 6 - 1    | KSV Waregem             | 4 - 0 | 2 - 1    |
| FC Nantes                | 2 - 4    | Valence CF              | 1 - 1 | 1 - 3 ap |
| FC Twente                | 3 - 7    | Bayern Munich           | 3 - 4 | 0 - 3    |
| Gloria Bistriţa          | 0 - 2    | NK Maribor              | 0 - 0 | 0 - 2    |
| Heart of Midlothian      | 2 - 4    | Club Atlético de Madrid | 2 - 1 | 0 - 3    |
| IFK Norrköping           | 1 - 2    | FC Malines              | 0 - 1 | 1 - 1 ap |
| Inter Milan              | 5 - 1    | Rapid Bucarest          | 3 - 1 | 2 - 0    |
| Juventus TurinT          | 4 - 0    | Lokomotiv Moscou        | 3 - 0 | 1 - 0    |
| Karlsruher SC            | 2 - 1    | PSV Eindhoven           | 2 - 1 | 0 - 0    |
| KR Reykjavík             | 1 - 2    | MTK Hungária            | 1 - 2 | 0 - 0    |
| Kocaelispor              | 0 - 2    | Sporting Portugal       | 0 - 0 | 0 - 2    |
| Norwich City             | 3 - 0    | Vitesse Arnhem          | 3 - 0 | 0 - 0    |
| Östers IF                | 2 - 7    | Kongsvinger IL          | 1 - 3 | 1 - 4    |
| PFK Botev Plovdiv        | 3 - 8    | Olympiakos              | 2 - 3 | 1 - 5    |
| Royal Antwerp            | 4 - 2    | Club Sport Marítimo     | 2 - 0 | 2 - 2    |
| Casino Salzbourg         | 4 - 0    | Dunajská Streda         | 2 - 0 | 2 - 0    |
| Lazio                    | 4 - 0    | PFK Lokomotiv Plovdiv   | 2 - 0 | 2 - 0    |
| SK Slavia Prague         | 1 - 2    | OFI Crète               | 1 - 1 | 0 - 1    |
| ŠK Slovan Bratislava     | 1 - 2    | Aston Villa             | 0 - 0 | 1 - 2    |
| Trabzonspor              | 6 - 2    | Valletta FC             | 3 - 1 | 3 - 1    |
| Union Luxembourg         | 0 - 5    | Boavista FC             | 0 - 1 | 0 - 4    |
| Dunakanyar-Vác           | 2 - 4    | Apollon Limassol        | 2 - 0 | 0 - 4 ap |

## Seizièmes de finale
| Équipe 1                | Résultat | Équipe 2                 | Aller | Retour |
| ----------------------- | -------- | ------------------------ | ----- | ------ |
| Club Atlético de Madrid | 1 - 2    | OFI Crète                | 1 - 0 | 0 - 2  |
| Bayern Munich           | 2 - 3    | Norwich City             | 1 - 2 | 1 - 1  |
| CD Tenerife             | 5e - 5   | Olympiakos               | 2 - 1 | 3 - 4  |
| Celtic Glasgow          | 1 - 2    | Sporting Portugal        | 1 - 0 | 0 - 2  |
| Deportivo La Corogne    | 2 - 1    | Aston Villa              | 1 - 1 | 1 - 0  |
| Eintracht Francfort     | 2 - 1    | FC Dnipro Dnipropetrovsk | 2 - 0 | 0 - 1  |
| Girondins de Bordeaux   | 3 - 1    | Servette FC              | 2 - 1 | 1 - 0  |
| Football Club Lahti     | 2 - 7    | Brøndby IF               | 1 - 4 | 1 - 3  |
| Inter Milan             | 4 - 3    | Apollon Limassol         | 1 - 0 | 3 - 3  |
| Kongsvinger IL          | 1 - 3    | Juventus TurinT          | 1 - 1 | 0 - 2  |
| NK Maribor              | 1 - 2    | Borussia Dortmund        | 0 - 0 | 1 - 2  |
| Casino Salzbourg        | 2 - 0    | Royal Antwerp            | 1 - 0 | 1 - 0  |
| SS Lazio                | 1 - 2    | Boavista FC              | 1 - 0 | 0 - 2  |
| Trabzonspor             | 1 - 1e   | Cagliari Calcio          | 1 - 1 | 0 - 0  |
| Valence CF              | 3 - 8    | Karlsruher SC            | 3 - 1 | 0 - 7  |
| FC Malines              | 6 - 1    | MTK Hungária             | 5 - 0 | 1 - 1  |

## Huitièmes de finale
| Équipe 1              | Résultat | Équipe 2             | Aller | Retour   |
| --------------------- | -------- | -------------------- | ----- | -------- |
| Brøndby IF            | 1 - 2    | Borussia Dortmund    | 1 - 1 | 0 - 1    |
| Eintracht Francfort   | 2 - 0    | Deportivo La Corogne | 1 - 0 | 1 - 0    |
| Girondins de Bordeaux | 1 - 3    | Karlsruher SC        | 1 - 0 | 0 - 3    |
| Juventus TurinT       | 4 - 2    | CD Tenerife          | 3 - 0 | 1 - 2    |
| Norwich City          | 0 - 2    | Inter Milan          | 0 - 1 | 0 - 1    |
| OFI Crète             | 2 - 6    | Boavista FC          | 1 - 4 | 1 - 2    |
| Sporting Portugal     | 2 - 3    | Casino Salzbourg     | 2 - 0 | 0 - 3 ap |
| FC Malines            | 1 - 5    | Cagliari Calcio      | 1 - 3 | 0 - 2    |

## Quarts de finale
| Équipe 1          | Résultat       | Équipe 2            | Aller | Retour |
| ----------------- | -------------- | ------------------- | ----- | ------ |
| Boavista FC       | 1 - 2          | Karlsruher SC       | 1 - 1 | 0 - 1  |
| Borussia Dortmund | 3 - 4          | Inter Milan         | 1 - 3 | 2 - 1  |
| Cagliari Calcio   | 3 - 1          | Juventus TurinT     | 1 - 0 | 2 - 1  |
| Casino Salzbourg  | 1 - 1 (5-4tab) | Eintracht Francfort | 1 - 0 | 0 - 1  |

## Demi-finales
| Équipe 1         | Résultat | Équipe 2      | Aller | Retour |
| ---------------- | -------- | ------------- | ----- | ------ |
| Cagliari Calcio  | 3 - 5    | Inter Milan   | 3 - 2 | 0 - 3  |
| Casino Salzbourg | 1e - 1   | Karlsruher SC | 0 - 0 | 1 - 1  |

## Finale
| Équipe 1         | Résultat | Équipe 2    | Aller | Retour |
| ---------------- | -------- | ----------- | ----- | ------ |
| Casino Salzbourg | 0 - 2    | Inter Milan | 0 - 1 | 0 - 1  |